# Cloche (Huisne)
Die Cloche ist ein Fluss in Frankreich, der im Département Eure-et-Loir in der Region Centre-Val de Loire verläuft. Sie entspringt als See Étang de la Magnanne im Gemeindegebiet von Frétigny, entwässert generell Richtung West bis Südwest durch den Regionalen Naturpark Perche und mündet nach rund 23 Kilometern beim See Plan d’Eau de la Borde im Gemeindegebiet von Margon als linker Nebenfluss in die Huisne.

## Orte am Fluss
(Reihenfolge in Fließrichtung)
- Frétigny
- La Poterie, Gemeinde Coudreceau
- Margon